# 1996年のコマーシャル
1996年のコマーシャルは、1996年（平成8年）に放送されたコマーシャルの一覧である。
1995年のコマーシャル - 1996年のコマーシャル - 1997年のコマーシャル

## 作品
| 商品名など                                                   | メーカーなど            | 出演者                                                             |
| ポケベル クレアラシル、クレアラシルフェイスウォッシュ ガルボ | NTT DoCoMo P&G 明治製菓 | 広末涼子                                                           |
| 茶流彩彩 爽健美茶                                            | 日本コカ・コーラ        | 本上まなみ                                                         |
| ポッキー坂恋物語                                             | 江崎グリコ              | 吉川ひなの・鳥羽潤、椎名桔平・常盤貴子、奥菜恵・安藤政信           |
| ペプシコーラ                                                 | 日本ペプシコーラ        | ペプシマン                                                         |
| アイス屋繁昌記                                               | 江崎グリコ              | 常盤貴子・奥菜恵・よゐこ（濱口優・有野晋哉）・芦屋雁之助・海原小浜 |
| マクドナルド（ちょっといい?編）                              | 日本マクドナルド        | 遠藤久美子                                                         |
| 明治ミルクチョコレート                                       | 明治製菓                | 森高千里                                                           |
| ジョージア                                                   | 日本コカ・コーラ        | 飯島直子                                                           |

### その他
- ポカリスエット・大塚製薬 / 中山エミリ
- アパガード・サンギ / 高岡早紀・東幹久
- PIXEL・キヤノン販売 / 夏目雅子
- 天然育ち・キリンビバレッジ / PUFFY
- ピピンC・UHA味覚糖 / 矢田亜希子・小畑由香里
- むじんくん・アコム / チャント星人（ムチャ（セイン・カミュ）・コリャ・アヒャ）ほか
- キットカット・ネスレマッキントッシュ / 菅野美穂
- キリンレモン・キリンビバレッジ / ともさかりえほか
- フジカラー写ルンです・富士写真フイルム / 観月ありさ・ウガンダ・ベンガル・佐藤正宏・神戸浩・武野功雄・赤星昇一郎
- ニチレイ / 吉野紗香

## 出演者
| - 広末涼子 - 江角マキコ - 奥菜恵 - ともさかりえ - 飯島直子 - 本上まなみ - 安室奈美恵 - 加藤紀子 - 森高千里 - 観月ありさ - 菅野美穂 - 常盤貴子 - 一色紗英 - 鈴木蘭々 - 榎本加奈子 - 内田有紀 - 中山エミリ - 遠藤久美子 - 吉川ひなの - 井出薫 | - 柏原崇 - イチロー - 木村拓哉 - 西村雅彦 - 前園真聖 - 反町隆史 - ストイコビッチ - 織田裕二 - 所ジョージ - 本木雅弘 - 浅野忠信 - ペプシマン - 香取慎吾 - 中居正広 - 唐沢寿明 - 竹野内豊 - 竹中直人 - 東幹久 - 永瀬正敏 - 山崎一 | - 新山千春 - PUFFY - 木村佳乃 - 吉野紗香 - 遠藤久美子 - 廣瀬なお - 矢田亜希子 - 松たか子 - 竹内結子 - 本上まなみ - 大石恵 - さとう珠緒 - ペプシマン - 篠原ともえ - 青木裕子 - SPEED - 藤村ちか - 前田愛 - 吉村樹里 - ストイコビッチ | - ペプシマン（ペプシコーラ） - イプー（イプサム・トヨタ自動車） - ロッキー&ホッパー（HGスーパーハードムース・資生堂） - カッパとタヌキ（DCカード） - ドラえもん（Able・富士ゼロックス） - スヌーピー（テレウェイ・日本高速通信） - トリ（撮りっきりコニカもっとMiNi・コニカ） - ガイコツの新体操キャラクター（全国牛乳普及協会） - カバ（ミスタードーナツ・ダスキン） - チャント星人（むじんくん・アコム） - ダンシングペンギン（デジタルムービー・日本ビクター） - タッチおじさん（富士通） - レイ・ゾーコ（カルピス・カルピス食品工業） - ゴン太一家（デリシャスカット・サンライズ） - ホットちゃん（ホットヌードル・東洋水産） - キョロちゃん（チョコボール・森永製菓） - 星飛雄馬（inaカード・日本石油） - アムロと共演する男（S-RV・日産自動車） - 出前坊や（出前一丁・日清食品） - バザールでござーる(NEC) |

## 音楽
- オリジナル（マスカット / カジヒデキ（NTT DoCoMo）
- オリジナル（くるみ割り人形 / チャイコフスキーに歌詞をつけた曲）（ガルボ・明治製菓）
- 渚 / スピッツ（ポッキー坂恋物語・江崎グリコ）
- 心を開いて / ZARD（ポカリスエット・大塚製薬）
- アジアの純真 / PUFFY（天然育ち・キリンビバレッジ）
- PEPSIMAN / JAMES&GANG（日本ペプシコーラ）
- これが私の生きる道 / PUFFY（ティセラ・資生堂）
- DEPARTURES / globe（ski ski / JR東日本）
- どっちでもIN / さかともえり（AXIA・富士写真フイルム）
- オリジナル（ハト麦、玄米、月見草～爽健美茶、作曲：近田春夫） / 本上まなみ（茶流彩彩 爽健美茶・日本コカ・コーラ）
- イージューライダー / 奥田民生（ウイングロード・日産自動車）
- 恋心 / 相川七瀬（銀座ジュエリーマキ）
- 声のおまもりください / BEGIN with Z（PHS・アステル東京）
- STRANGE PARADISE / 中谷美紀（お～いお茶・伊藤園）
- オリジナル（チョコレートは明治 / 森高千里）（明治ミルクチョコレート・明治製菓）
- save your dream / 華原朋美（紗々・ロッテ）
- 好きになったらキリンレモン / さかともえり（キリンレモン・キリンビバレッジ）
- I WAS BORN TO LOVE YOU / QUEEN（一番搾り・キリンビール）
- オリジナル（てりっこにしてりっこ / 郷ひろみ）（てりっこ・宝酒造）
- あなたに逢いたくて〜Missing You〜 / 松田聖子（PIXEL・キヤノン販売）